# Cselgáncs a 2024. évi nyári olimpiai játékokon

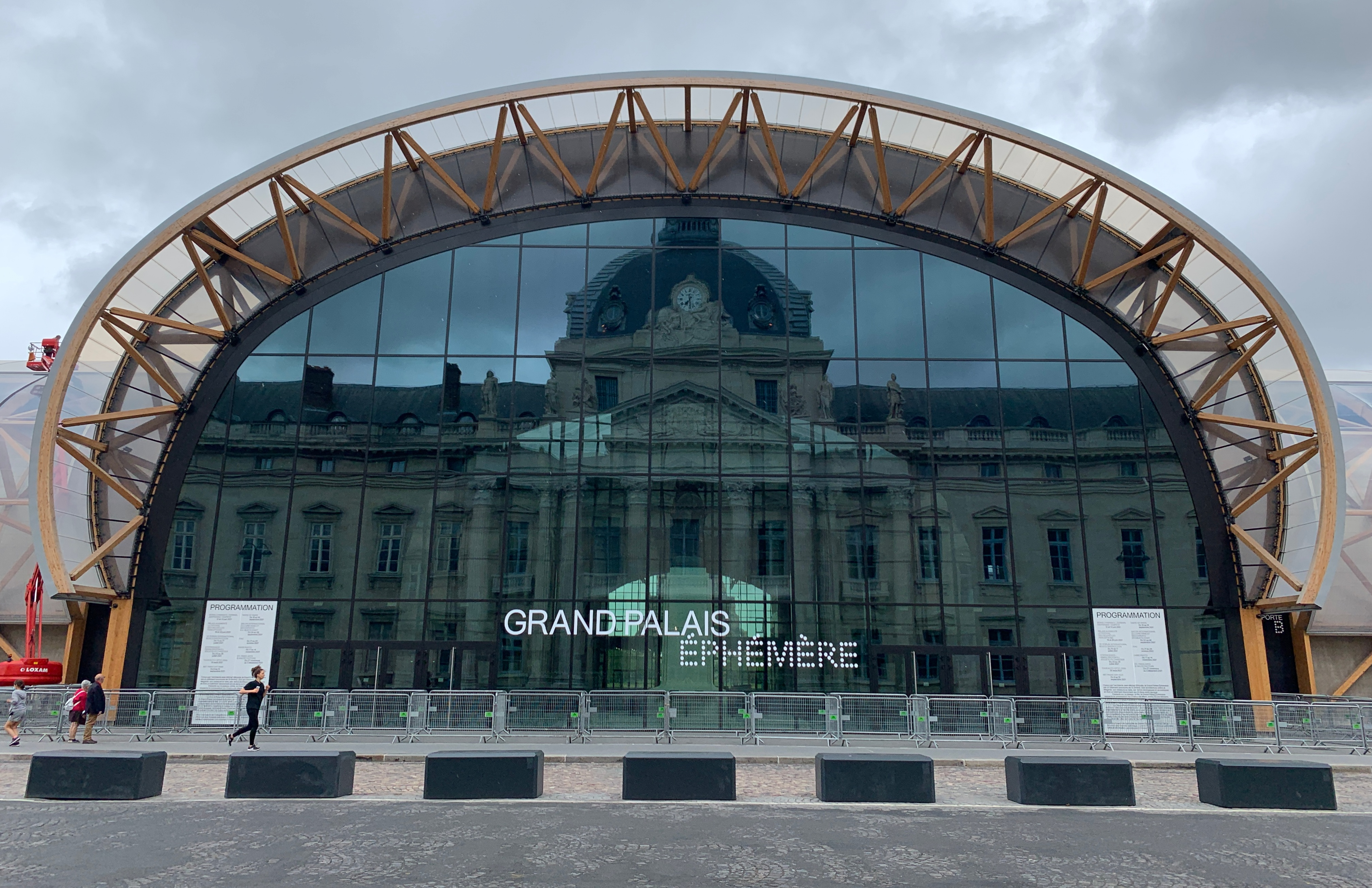
Grand Palais Éphémère

A 2024. évi nyári olimpiai játékokon a cselgáncsban összesen 15 versenyszámot rendeztek meg. A versenyszámokat július 27. és augusztus 3. között bonyolították le. A mérkőzéseknek a Párizs belvárosában, a Champ-de-Marson felépített ideiglenes csarnok, a Grand Palais Éphémère adott otthont.
A résztvevők számát 393-ról 372-re csökkentették, amit egyenlően osztottak el a nemek között, 186 férfi és 186 női versenyző vehetett részt a versenyen. A versenyprogram és a súlycsoportok megegyeznek az előző olimpia programjával. 7 férfi és 7 női súlycsoport mellett egy vegyes csapat bajnokságot rendeztek.

## Formátum
A versenyeket az előző olimpiához hasonlóan bonyolították le. Minden kategóriában a sportolók egyenes kieséses rendszerben vívták mérkőzéseiket a döntőig. A negyeddöntőben vereséget szenvedők a vigaszágon folytathatták a versengést, a vigaszág győztese is bronzéremben részesült.
A vegyescsapatos tornán hat dzsúdós alkotta csapatok vettek részt, nemenként három súlykategóriában. Minden párharc megnyeréséhez a hat párosítás közül négyben kellett győzni.

## Összesített éremtáblázat
(A táblázatokban Magyarország és a rendező ország sportolói eltérő háttérszínnel, az egyes számoszlopok legmagasabb értéke vagy értékei vastagítással kiemelve.)
| A 2024. évi nyári olimpiai játékok éremtáblázata cselgáncsban | A 2024. évi nyári olimpiai játékok éremtáblázata cselgáncsban | A 2024. évi nyári olimpiai játékok éremtáblázata cselgáncsban | A 2024. évi nyári olimpiai játékok éremtáblázata cselgáncsban | A 2024. évi nyári olimpiai játékok éremtáblázata cselgáncsban | Olimpia  |
| ------------------------------------------------------------- | ------------------------------------------------------------- | ------------------------------------------------------------- | ------------------------------------------------------------- | ------------------------------------------------------------- | -------- |
|                                                               | Ország                                                        | Arany                                                         | Ezüst                                                         | Bronz                                                         | Összesen |
| 1.                                                            | Japán (JPN)                                                   | 3                                                             | 2                                                             | 3                                                             | 8        |
| 2.                                                            | Franciaország (FRA)                                           | 2                                                             | 2                                                             | 6                                                             | 10       |
| 3.                                                            | Azerbajdzsán (AZE)                                            | 2                                                             | 0                                                             | 0                                                             | 2        |
| 4.                                                            | Grúzia (GEO)                                                  | 1                                                             | 2                                                             | 0                                                             | 3        |
| 5.                                                            | Brazília (BRA)                                                | 1                                                             | 1                                                             | 1                                                             | 3        |
| 6.                                                            | Üzbegisztán (UZB)                                             | 1                                                             | 0                                                             | 2                                                             | 3        |
| 7.                                                            | Kazahsztán (KAZ)                                              | 1                                                             | 0                                                             | 1                                                             | 2        |
| 8.                                                            | Horvátország (CRO)                                            | 1                                                             | 0                                                             | 0                                                             | 1        |
| 8.                                                            | Kanada (CAN)                                                  | 1                                                             | 0                                                             | 0                                                             | 1        |
| 8.                                                            | Olaszország (ITA)                                             | 1                                                             | 0                                                             | 0                                                             | 1        |
| 8.                                                            | Szlovénia (SLO)                                               | 1                                                             | 0                                                             | 0                                                             | 1        |
|                                                               |                                                               |                                                               |                                                               |                                                               |          |
| 12.                                                           | Dél-Korea (KOR)                                               | 0                                                             | 2                                                             | 3                                                             | 5        |
| 13.                                                           | Izrael (ISR)                                                  | 0                                                             | 2                                                             | 1                                                             | 3        |
| 14.                                                           | Koszovó (KOS)                                                 | 0                                                             | 1                                                             | 1                                                             | 2        |
| 15.                                                           | Mexikó (MEX)                                                  | 0                                                             | 1                                                             | 0                                                             | 1        |
| 15.                                                           | Mongólia (MGL)                                                | 0                                                             | 1                                                             | 0                                                             | 1        |
| 15.                                                           | Németország (GER)                                             | 0                                                             | 1                                                             | 0                                                             | 1        |
|                                                               |                                                               |                                                               |                                                               |                                                               |          |
| 18.                                                           | Moldova (MDA)                                                 | 0                                                             | 0                                                             | 2                                                             | 2        |
| 18.                                                           | Tádzsikisztán (TJK)                                           | 0                                                             | 0                                                             | 2                                                             | 2        |
| 20.                                                           | Ausztria (AUT)                                                | 0                                                             | 0                                                             | 1                                                             | 1        |
| 20.                                                           | Belgium (BEL)                                                 | 0                                                             | 0                                                             | 1                                                             | 1        |
| 20.                                                           | Görögország (GRE)                                             | 0                                                             | 0                                                             | 1                                                             | 1        |
| 20.                                                           | Kína (CHN)                                                    | 0                                                             | 0                                                             | 1                                                             | 1        |
| 20.                                                           | Portugália (POR)                                              | 0                                                             | 0                                                             | 1                                                             | 1        |
| 20.                                                           | Spanyolország (ESP)                                           | 0                                                             | 0                                                             | 1                                                             | 1        |
| 20.                                                           | Svédország (SWE)                                              | 0                                                             | 0                                                             | 1                                                             | 1        |
|                                                               |                                                               |                                                               |                                                               |                                                               |          |
| Összesen                                                      | Összesen                                                      | 15                                                            | 15                                                            | 30                                                            | 60       |

## Férfi
| A 2024. évi nyári olimpiai játékok férfi érmesei cselgáncsban |                                       |                                                |                                                 |
| Versenyszám                                                   | Arany                                 | Ezüst                                          | Bronz                                           |
| 60 kg                                                         | Jeldosz Szmetov · Kazahsztán (KAZ)    | Luka Mkheidze · Franciaország (FRA)            | Nagajama Rjúdzsu · Japán (JPN)                  |
| 60 kg                                                         | Jeldosz Szmetov · Kazahsztán (KAZ)    | Luka Mkheidze · Franciaország (FRA)            | Francisco Garrigós · Spanyolország (ESP)        |
| 66 kg                                                         | Abe Hifumi · Japán (JPN)              | Willian Lima · Brazília (BRA)                  | Gusman Kyrgyzbayev · Kazahsztán (KAZ)           |
| 66 kg                                                         | Abe Hifumi · Japán (JPN)              | Willian Lima · Brazília (BRA)                  | Denis Vieru · Moldova (MDA)                     |
| 73 kg                                                         | Hidayet Heydarov · Azerbajdzsán (AZE) | Joan-Benjamin Gaba · Franciaország (FRA)       | Adil Osmanov · Moldova (MDA)                    |
| 73 kg                                                         | Hidayet Heydarov · Azerbajdzsán (AZE) | Joan-Benjamin Gaba · Franciaország (FRA)       | Hasimoto Szoicsi · Japán (JPN)                  |
| 81 kg                                                         | Nagasze Takanori · Japán (JPN)        | Tato Grigalashvili · Grúzia (GEO)              | I Dzsunhvan (Lee Joon-hwan) · Dél-Korea (KOR)   |
| 81 kg                                                         | Nagasze Takanori · Japán (JPN)        | Tato Grigalashvili · Grúzia (GEO)              | Somon Makhmadbekov · Tádzsikisztán (TJK)        |
| 90 kg                                                         | Lasha Bekauri · Grúzia (GEO)          | Murao Szansiró · Japán (JPN)                   | Maxime-Gaël Ngayap Hambou · Franciaország (FRA) |
| 90 kg                                                         | Lasha Bekauri · Grúzia (GEO)          | Murao Szansiró · Japán (JPN)                   | Theódorosz Celídisz · Görögország (GRE)         |
| 100 kg                                                        | Zelym Kotsoiev · Azerbajdzsán (AZE)   | Ilia Sulamanidze · Grúzia (GEO)                | Peter Paltchik · Izrael (ISR)                   |
| 100 kg                                                        | Zelym Kotsoiev · Azerbajdzsán (AZE)   | Ilia Sulamanidze · Grúzia (GEO)                | Muzaffarbek Turoboyev · Üzbegisztán (UZB)       |
| +100 kg                                                       | Teddy Riner · Franciaország (FRA)     | Kim Mindzsong (Kim Min-jong) · Dél-Korea (KOR) | Temur Rakhimov · Tádzsikisztán (TJK)            |
| +100 kg                                                       | Teddy Riner · Franciaország (FRA)     | Kim Mindzsong (Kim Min-jong) · Dél-Korea (KOR) | Alisher Yusupov · Üzbegisztán (UZB)             |

## Női
| A 2024. évi nyári olimpiai játékok női érmesei cselgáncsban |                                          |                                          |                                            |
| Versenyszám                                                 | Arany                                    | Ezüst                                    | Bronz                                      |
| 48 kg                                                       | Cunoda Nacumi · Japán (JPN)              | Bavuudorjiin Baasankhüü · Mongólia (MGL) | Shirine Boukli · Franciaország (FRA)       |
| 48 kg                                                       | Cunoda Nacumi · Japán (JPN)              | Bavuudorjiin Baasankhüü · Mongólia (MGL) | Tara Babulfath · Svédország (SWE)          |
| 52 kg                                                       | Gyijora Kelgyijorova · Üzbegisztán (UZB) | Distria Krasniqi · Koszovó (KOS)         | Larissa Pimenta · Brazília (BRA)           |
| 52 kg                                                       | Gyijora Kelgyijorova · Üzbegisztán (UZB) | Distria Krasniqi · Koszovó (KOS)         | Amandine Buchard · Franciaország (FRA)     |
| 57 kg                                                       | Christa Deguchi · Kanada (CAN)           | Ho Mimi (Heo Mimi) · Dél-Korea (KOR)     | Funakubo Haruka · Japán (JPN)              |
| 57 kg                                                       | Christa Deguchi · Kanada (CAN)           | Ho Mimi (Heo Mimi) · Dél-Korea (KOR)     | Sarah-Léonie Cysique · Franciaország (FRA) |
| 63 kg                                                       | Andreja Leški · Szlovénia (SLO)          | Prisca Awiti Alcaraz · Mexikó (MEX)      | Clarisse Agbegnenou · Franciaország (FRA)  |
| 63 kg                                                       | Andreja Leški · Szlovénia (SLO)          | Prisca Awiti Alcaraz · Mexikó (MEX)      | Laura Fazliu · Koszovó (KOS)               |
| 70 kg                                                       | Barbara Matić · Horvátország (CRO)       | Miriam Butkereit · Németország (GER)     | Michaela Polleres · Ausztria (AUT)         |
| 70 kg                                                       | Barbara Matić · Horvátország (CRO)       | Miriam Butkereit · Németország (GER)     | Gabriella Willems · Belgium (BEL)          |
| 78 kg                                                       | Alice Bellandi · Olaszország (ITA)       | Inbar Lanir · Izrael (ISR)               | Ma Csen-csao (Ma Zhenzhao) · Kína (CHN)    |
| 78 kg                                                       | Alice Bellandi · Olaszország (ITA)       | Inbar Lanir · Izrael (ISR)               | Patrícia Sampaio · Portugália (POR)        |
| +78 kg                                                      | Beatriz Souza · Brazília (BRA)           | Raz Hershko · Izrael (ISR)               | Kim Hajun (Kim Ha-yun) · Dél-Korea (KOR)   |
| +78 kg                                                      | Beatriz Souza · Brazília (BRA)           | Raz Hershko · Izrael (ISR)               | Romane Dicko · Franciaország (FRA)         |

## Vegyes csapat
| A 2024. évi nyári olimpiai játékok vegyes csapat érmesei cselgáncsban | | | |
| Versenyszám                                                           | Arany | Ezüst | Bronz |
| Vegyes csapat                                                         | Franciaország · Shirine Boukli · Joan-Benjamin Gaba · Amandine Buchard · Walide Khyar · Sarah-Léonie Cysique · Luka Mkheidze · Clarisse Agbegnenou · Alpha Oumar Djalo · Marie-Ève Gahié · Maxime-Gaël Ngayap Hambou · Romane Dicko · Aurélien Diesse · Madeleine Malonga · Teddy Riner | Japán · Abe Uta · Abe Hifumi · Funakubo Haruka · Hasimoto Szoicsi · Cunoda Nacumi · Nagajama Rjúdzsu · Niizoe Szaki · Murao Szansiró · Takaicsi Miku · Nagasze Takanori · Aaron Wolf · Takajama Rika · Szone Akira · Szaitó Tacuru | Brazília · Daniel Cargnin · Leonardo Gonçalves · Willian Lima · Rafael Macedo · Guilherme Schimidt · Rafael Silva · Larissa Pimenta · Ketleyn Quadros · Rafaela Silva · Beatriz Souza |
| Vegyes csapat                                                         | Franciaország · Shirine Boukli · Joan-Benjamin Gaba · Amandine Buchard · Walide Khyar · Sarah-Léonie Cysique · Luka Mkheidze · Clarisse Agbegnenou · Alpha Oumar Djalo · Marie-Ève Gahié · Maxime-Gaël Ngayap Hambou · Romane Dicko · Aurélien Diesse · Madeleine Malonga · Teddy Riner | Japán · Abe Uta · Abe Hifumi · Funakubo Haruka · Hasimoto Szoicsi · Cunoda Nacumi · Nagajama Rjúdzsu · Niizoe Szaki · Murao Szansiró · Takaicsi Miku · Nagasze Takanori · Aaron Wolf · Takajama Rika · Szone Akira · Szaitó Tacuru | Dél-Korea · I Hjegjong (Lee Hye-kyeong) · Kim Vondzsin (Kim Won-jin) · Csong Jerin (Jung Ye-rin) · An Baul · Ho Mimi (Huh Mi-mi) · Kim Dzsiszu (Kim Ji-su) · I Dzsunhvan (Lee Joon-hwan) · Han Dzsujop (Han Ju-yeop) · Jun Hjondzsi (Yoon Hyun-ji) · Kim Hajun (Kim Ha-yun) · Kim Mindzsong (Kim Min-jong) |